# Społeczeństwo rolnicze
Społeczeństwo rolnicze – typ społeczeństwa tradycyjnego.
Społeczeństwo rolnicze rozwinęło się dzięki "rewolucji rolniczej" (uprawa ziemi na dużą skalę za pomocą zwierząt pociągowych i pługa), która dokonała się około 5 - 6 tysięcy lat temu. 
Społeczeństwo to pojawiło się najpierw na Bliskim Wschodzie, ale dość szybko rozprzestrzeniło się także w innych częściach świata. 
Zaniechanie używania tylko narzędzi ręcznych, a korzystanie z pługa spowodowało wzrost wydajności uprawy. Co więcej, pozwalało na to, aby osiąść w jednym miejscu na dłuższy czas i rozwijać stałe siedziby. Z biegiem czasu nastąpił rozwój narzędzi z metalu, które były skuteczniejsze niż drewniane, szczególnie przy oraniu i spulchnianiu ziemi. Narzędzia te pozwoliły na rozwój systemów nawadniających. Nadwyżki żywności spowodowały do wyłonienia się wyspecjalizowanych statusów społecznych i odrębnych zawodów.
Wymianę towarową zastąpiła wymiana pieniężna, która sprzyjała rozwojowi rynku i handlu. Z kolei ten ostatni przyczynił się do powstania i rozwoju ośrodków miejskich, które były zalążkami współczesnych miast.
Narastające różnice i nierówności społeczne stały się coraz wyraźniejsze i przybrały zinstytucjonalizowaną formę. Wyłoniła się elita polityczna, klasy społeczne. Złożoność nowych struktur społecznych spowodowała ich dalszy rozwój.